# Sajgó Ignác
Sajgó Ignác, névváltozatok: Sajghó, Saigho (Nagyszombat, 1713. szeptember 28. – Nagyszombat, 1754. április 26.) bölcseleti doktor, Jézus-társasági áldozópap és tanár.

## Élete
1731. október 14.-én lépett a rendbe; Nagyszombatban és Győrött a retorikát tanította; a bölcseletet Nagyszombatban adta elő. Tanítványaival versbe foglaltatta az 1566-os szigetvári ostromot (Nicolaus Zrinyius, 1751), maga pedig latin verseket is írt.

## Munkái
- Panegyris S. Ladislao dicta. Viennae
- Spectacula heroicae in Oriente Iuventutis... Tyrnaviae, 1741 (költemény)
- Panegyricus lustri militaris sub felicissimis Auspiciis M. Theresiae Augustae Hung. et Boh. Reginae. Tyrnaviae, 1741 és 1746
- Elegiarum liber unicus honoribus... philosophiae magistrorum... in universitate Tyrnaviensi... promotore. Tyrnaviae, 1752